# Le Dossier Adams
Pour les articles homonymes, voir The Thin Blue Line.
Pour plus de détails, voir Fiche technique et Distribution.
Le Dossier Adams (titre original : The Thin Blue Line) est un film américain réalisé par Errol Morris, sorti en 1988.

## Synopsis
Ce documentaire raconte l'histoire de Randall Dale Adams, un homme condamné à la prison à perpétuité pour un crime qu'il n'avait pas commis.

## Fiche technique
- Titre original : The Thin Blue Line
- Titre français : Le Dossier Adams
- Réalisation : Errol Morris
- Musique : Philip Glass
- Pays d'origine : États-Unis
- Format : Couleur - 35 mm - 1,66:1 - Dolby
- Genre : Film documentaire
- Durée : 103 minutes
- Date de sortie : 1988

## Récompenses et distinctions
- Prix Edgar-Allan-Poe du meilleur scénario